# Женска стерилизация
Женска стерилизация (известна като „връзване на маточните тръби“) е вид стерилизация, при която фалопиевите тръби се прекъсват/връзват, за да се спре движението на яйцеклетката от яйчниците към матката. По този начин се предотвратява оплождането.
Женската стерилизация се извършва в болнична обстановка и изисква стационарен престой. Състои се в прекъсване, превързване или създаване на друга изкуствена бариера на маточните тръби. Крайният резултат е един и същ – маточните тръби са непроходими и яйцеклетката не може да срещне сперматозоидите. Менструалният цикъл се запазва същият, както и преди операцията.
Преимущества и недостатъци. Като при всяка операция и тук съществува риск от поява на усложнения като инфекции, кървене, сраствания. Ако някога жената реши все пак да има дете, това може да стане единствено чрез инвитро. Едно е ясно – преди да решите да се подложите на стерилизация, добре обмислете всички последствия